# Anniina Ahtosalo
Anniina Ahtosalo (Tuusula, 27 de agosto de 2003) es una deportista finlandesa que compite en ciclismo en la modalidad de ruta. Ganó dos medallas en el Campeonato Europeo de Ciclismo en Ruta, en los años 2023 y 2024, en la prueba de contrarreloj sub-23.

## Medallero internacional
| Campeonato Europeo | Campeonato Europeo     | Campeonato Europeo | Campeonato Europeo  |
| Año                | Lugar                  | Medalla            | Competición         |
| ------------------ | ---------------------- | ------------------ | ------------------- |
| 2023               | Drenthe (Países Bajos) | Medalla de bronce  | Contrarreloj sub-23 |
| 2024               | Limburgo (Bélgica)     | Medalla de oro     | Contrarreloj sub-23 |

## Palmarés
2022
- Campeonato de Finlandia Contrarreloj
- Campeonato de Finlandia en Ruta

2023
- Campeonato de Finlandia Contrarreloj
- Campeonato de Finlandia en Ruta
- 3.ª en el Campeonato Europeo Contrarreloj sub-23

2024
- Trofeo Maarten Wynants
- Campeonato de Finlandia Contrarreloj
- Campeonato de Finlandia en Ruta
- Campeonato Europeo Contrarreloj sub-23

2025
- Campeonato de Finlandia Contrarreloj
- Campeonato de Finlandia en Ruta